# П'єр Дені де Монфор

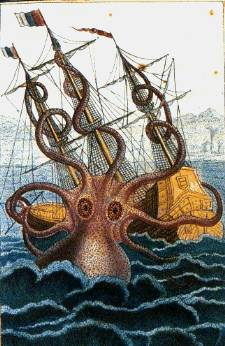
Велетенський кальмар (Architeuthis) атакує корабель. Малюнок П'єра Дені де Монфора, видання 1810 року

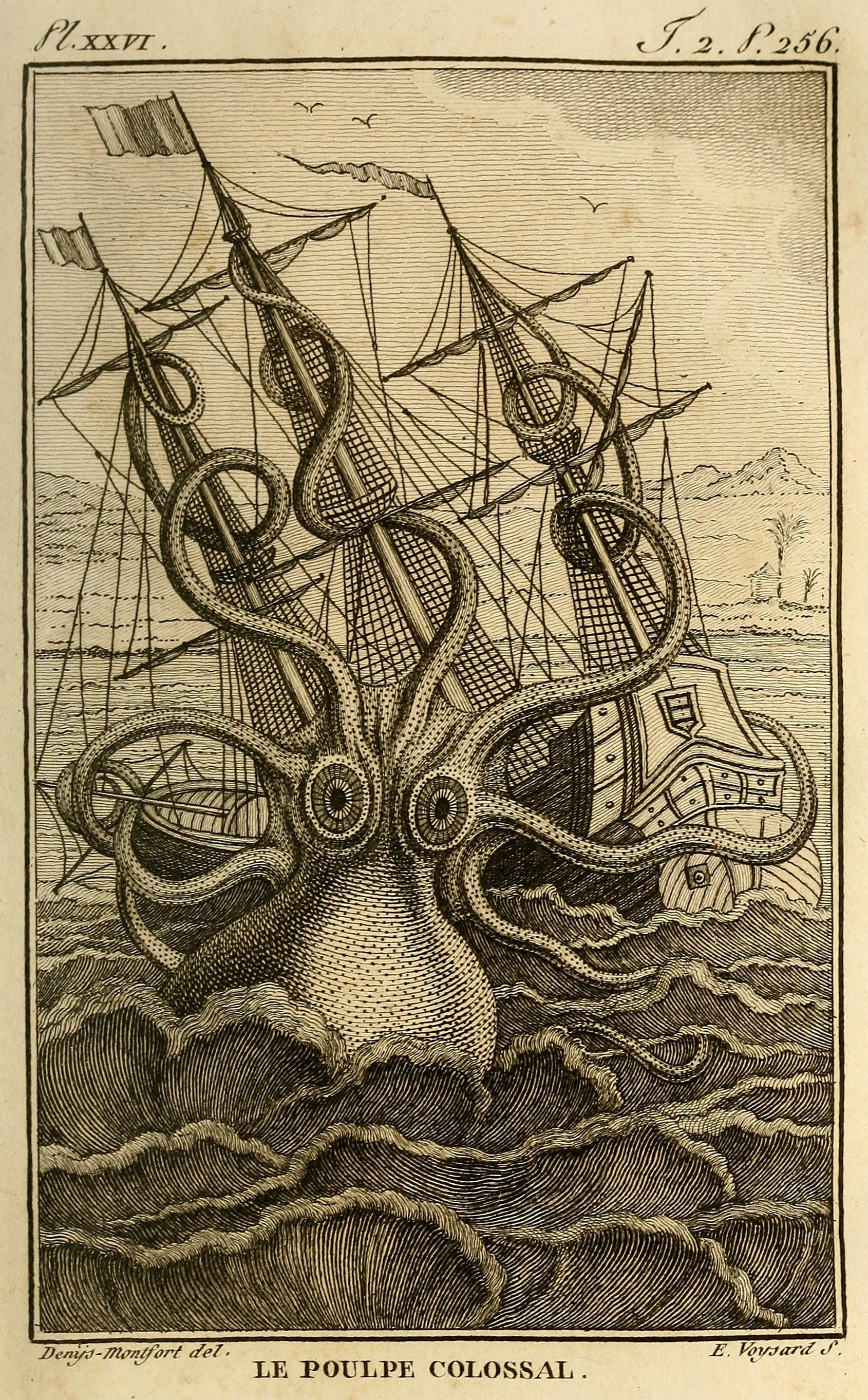
Велетенський кальмар атакує корабель. За малюнком П'єра Дені де Монфора, з видання 1801 року

П'єр Дені де Монфо́р (фр. Pierre Denys de Montfort; 1766 або близько 1768 — 1820) — французький натураліст і малаколог.

## Біографія
П'єр Дені де Монфор спершу був військовиком (офіцер, помічником табору), а 1795 року секретарем представника Національного конвенту при війську Клода Робержо, 1799 року був направлений на роботу в кабінет геології Національного музею природознавства в Парижі.
У 1802—1806 роках опублікував 4 томи «Загальної і спеціальної природничої історії молюсків, безхребетних, та тварин з „білою кров'ю“»  («Histoire Naturelle Générale Et Particulière Des Mollusques, Animaux Sans Vertèbres Et À Sang Blanc») нового видання «Природнича історія» Жоржа-Луї Леклерка де Буффона, що вийшло в Парижі. Томи 5 і 6 завершив Фелікс Де Руассі. Перші чотири томи також були перекладені німецькою мовою та опубліковані в Гамбурзі. У першому томі було опубліковане відоме зображення кальмара роду Architeuthis, який атакує корабель.
П'єр Дені де Монфор відомий переважно завдяки своїй праці «Conchyliologie systématique: coquilles univalves, cloisonnées», яка вийшли друком у двох томах у 1808—1810 роках. Це одна з головних праць початку 19-го століття присвячена равликам (Gastropoda), головоногим (Cephalopoda) і форамініферам, які тоді ще вважалися дрібними головоногими.
Він також активно займався дослідженням бджіл, присвятивши їм працю Ruche à trois récoltes annuelles, fortifiée, économique, et son gouvernement, ou Moyen de mettre les abeilles à couvert contre les ataques de leurs ennemis. (« Вулик з трьома щорічними врожаями …»).
Під час окупації Франції союзними військами після поразки Наполеона під Ватерлоо у 1815 році, він видав словник під назвою «Маленький словник для використання французами та союзниками…» («Petit vocabulaire à l'usage des Français et des Alliés, renfermant les noms d'une partie des choses les plus essentials à la vie en plusieurs langues: français, latin, hébreu, hollandais, allemand, anglais, espagnol, italien, etc.» Описи осіб у словнику також написані Монфором.

## Праці
- Pierre Denys de Montfort: Aux citoyens françois, professeurs et administrateurs du Muséum national d'histoire naturelle de Paris. Paris, De l'imprimerie de H. J. Jansen, 1800.
- Pierre Denys de Montfort: La Vie et les aventures politiques de Nadir-Mirza-Shah, Prince de Perse, … 104 S., Paris, Jansen 1800/1801.
- Pierre Denys de Montfort: Histoire naturelle, generale et particuliere des mollusques, animaux sans vertebres et a sang blanc Addendum zu Georges-Louis Leclerc de Buffon 4 Bände, Paris 1801—1804.
- Pierre Denys de Montfort: Conchyliologie systématique, et classification méthodique des coquilles: offrant leurs figures, leur arrangement générique, leurs descriptions caractéristiques, leurs noms ; ainsi que leur synonymie en plusieurs langues ; ouvrage destiné à faciliter l'étude des coquilles, ainsi que leur disposition dans les cabinets d'histoire naturelle. Coquilles univalves, cloisonnées. Teil 1. LXXXVII + 409 S., Paris, Schoell; Haussmann, 1808.
- Pierre Denys de Montfort: Coquilles univalves, non cloisonnées. Band 2, 676 S., Paris, Schoell, Haussmann & d'Hautel, 1810
- Pierre Denys de Montfort: Ruche à trois récoltes annuelles, fortifiée, économique: et son gouvernement, ou, moyen de mettre les abeilles à couvert contre les attaques de leurs ennemis, en partageant avec elles chaque année, au printemps, en été et en automne, leur miel et leur cire, sans faire périr une seule mouche … Paris, Audibert, 1813

## У художній літературі
- Зображення велетенського кальмара П'єра Дені де Монфора надихнуло Жуля Верна на сцену боротьби велетенського кальмара з підводним човном «Наутилусом» в його романі Двадцять тисяч льє під водою.
- 1830 року, можливо, під впливом праць П'єра Дені де Монфора, англійський поет Альфред Теннісон опублікував свій вірш «Кракен» (The Kraken), в якому він виводить образ велетенського кальмара.